# Souk Tlata
Souk Tlata là một đô thị thuộc tỉnh Tlemcen, Algérie. Dân số thời điểm năm 2002 là 2.886 người.